# Урочище «Жаденське»
Урочище «Жаденське» — комплексна пам'ятка природи місцевого значення в Україні. Розташована у межах Сарненського району Рівненської області, на території Жаденської сільської ради.
Площа 0,6 га. Статус присвоєно згідно з рішенням Рівненського облвиконкому № 343 від 22.11.1983 року. Землекористувач — ДП «Висоцький лісгосп» (Жаденське лісництво, квартал 25, виділ 8).
Охороняються високопродуктивні соснові насадження віком 85-90 років на дерново-слабопідзолистих супіщаних, свіжих ґрунтах Сарненської акумулятивної рівнини Волинського Полісся.